# 명신홍
명신홍 (1904 - 1975)은 대한민국의 목사이며 신학자이다. 대구서문교회의 담임 목회자와 총신대학교에서 교수를 하였다.

## 학력
- 평양신학교
- 미국 웨스트민스터 신학교 석사
- 칼빈 신학교 석사
- 비브리칼 신학교 석사
- 콜럼비아 대학교

## 생애
명신홍 목사는 1946년부터 11년간 대구서문교회에 시무할 당시 교인이 3000명에 달해 메가처치의 ‘위용’을 보였으 며, 1953년 제38회 총회에서 만 48세로 총회장으로 당선되었다. 최연소 총회장의 기록은 아직도 깨지지 않고 있다. 박형룡 목사가 연루된 신학교 부지 사건에 휘말리자 혼자 고군분투하여 신학교를 지켜냈으 며, 특히 예장통합 이탈 후 신학교 재건을 위해 홀로 모금에 나서 암투병 중에도 4만 달러를 모금해 온 일화는 유명하다. 명 목사는 총신대를 설립하는데 결정적 역할을 했으며, 자립의 기틀을 이룩했다는 점에서 공로자로 평가받고 있다. 총신대학교 도서관은 그의 이름을 따 "명신홍기념도서관"으로 명명되었다. 한편 명신홈 목사의 유해는 그동안 성남모란공원묘지에 안장되어 있었으나 2006년 사모 차득실 여 사가 있는 미국으로 옮겨 합장되었다.

## 같이 보기
- 대한민국의 신학자 목록
- 대한민국의 목회자 목록